# Paul L. Strack

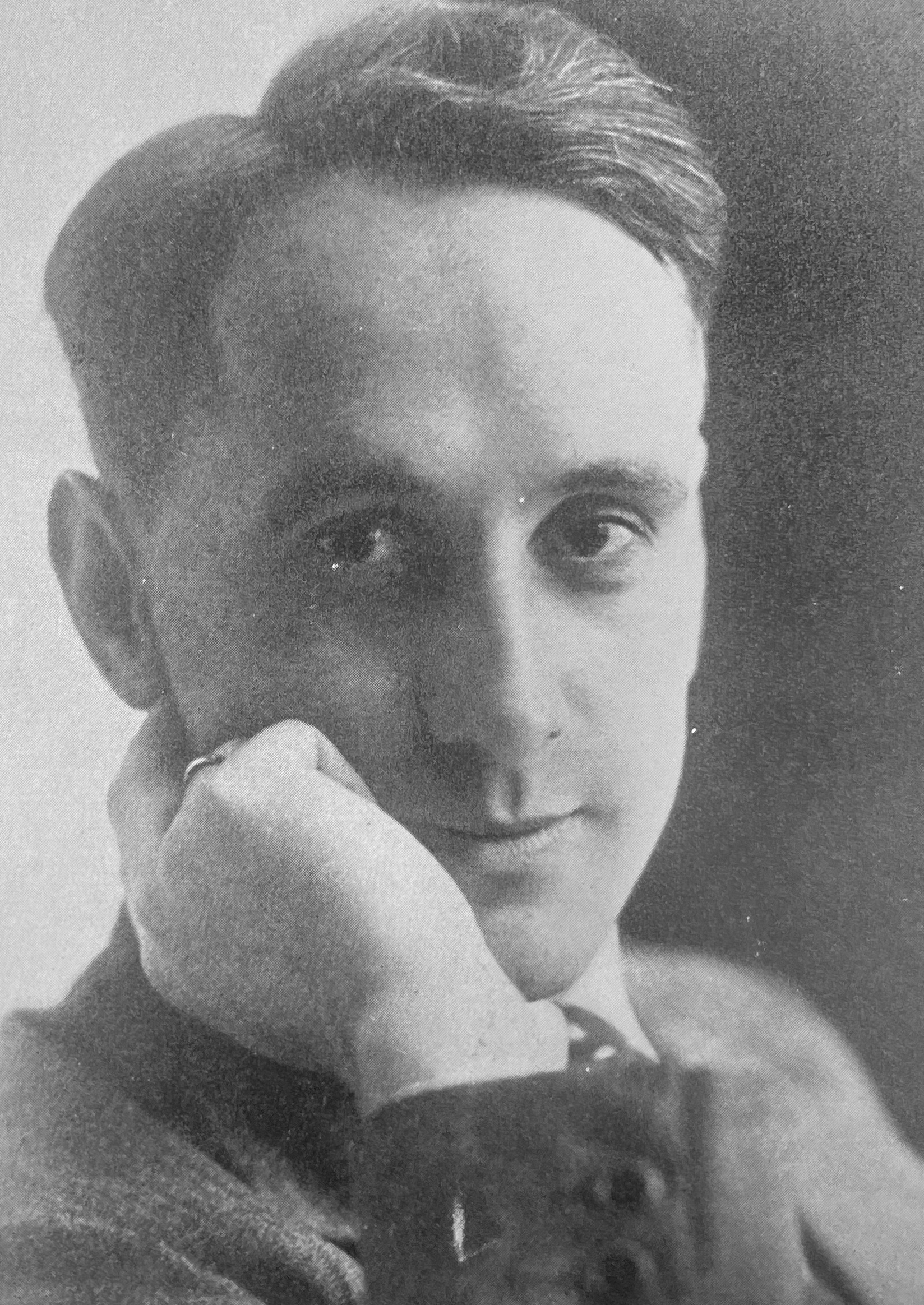
Paul L. Strack

Paul Richard Leberecht Strack (* 2. November 1904 in Gießen; † gefallen 3. August 1941 in Lipowka) war ein deutscher Althistoriker und Numismatiker. 

## Leben
Strack, Sohn des im Ersten Weltkrieg gefallenen Kieler Althistorikers Max L. Strack, studierte von 1923 bis 1928 Geschichte an den Universitäten Freiburg, Berlin, Kiel und Halle, wo er 1928 bei Wilhelm Weber mit Untersuchungen zur römischen Reichsprägung des 2. Jahrhunderts. Teil 1: Die Reichsprägung zur Zeit des Traian promoviert wurde. Bereits 1931 erfolgte die Habilitation mit den Untersuchungen zur römischen Reichsprägung des 2. Jahrhunderts. Teil 2: Die Reichsprägung zur Zeit des Hadrian, und Strack wurde Privatdozent an der Universität Bonn. In der Zwischenzeit bereiste er 1929/1930 als Inhaber des Reisestipendiums des Deutschen Archäologischen Instituts den Mittelmeerraum. Im Wintersemester 1934/1935 vertrat er an der Christian-Albrechts-Universität zu Kiel die Professur für Alte Geschichte, die er von 1935 bis 1938 als außerordentlicher, danach als ordentlicher Professor innehatte. Sein wichtigster akademischer Schüler war Friedrich Vittinghoff.
Strack war vor 1935 Mitglied der Sturmabteilung (SA) und Stahlhelm. Seit 1939 war er im Kriegsdienst. 1941 nahm er einen Ruf an die Reichsuniversität Straßburg an, sein Dienstantritt dort wurde jedoch durch seinen Tod an der Front verhindert.

## Veröffentlichungen (Auswahl)
- Untersuchungen zur Geschichte der Kaiser Nerva, Traian und Hadrian. Untersuchungen zur römischen Reichsprägung Traians in den Jahren 98 bis 100. Kohlhammer, Stuttgart 1930.
- Untersuchungen zur römischen Reichsprägung des zweiten Jahrhunderts. Bd. 1: Traian, Bd. 2: Hadrian, Bd. 3: Antoninus Pius, Stuttgart 1931–1937.
- mit Erich Burck, Hans Oppermann, Reinhard Herbig: Probleme der augusteischen Erneuerung. Diesterweg, Frankfurt am Main 1938.